# Bayume Mohamed Husen
Mahjub bin Adam Mohamed dit Bayume Mohamed Husen, né le 22 février 1904 à Dar es Salaam (Afrique orientale allemande) et mort assassiné le 24 novembre 1944 au camp de concentration d'Oranienbourg-Sachsenhausen (Allemagne nazie), est un militaire, comédien et linguiste Afro-Allemand originaire de l'actuelle Tanzanie.

## Biographie
Né à Dar es Salaam, dans le quartier européen, ville qui faisait alors partie de l'Afrique orientale allemande, Bayume Mohamed Husen est le fils d'un officier askari, qui portait le titre d'effendi. Durant sa jeunesse, il apprend l'allemand, et travaille comme commis dans une usine textile à Lindi. Lorsque la Première Guerre mondiale éclate en août 1914, lui et son père rejoignent la Schutztruppe et participent, dans les unités de renseignements, à la Campagne d'Afrique de l'Est contre les forces alliées. Il est blessé lors de la bataille de Mahiwa en octobre 1917 et détenu comme prisonnier de guerre par des forces britanniques.
Libéré, Mahjub trouve à s'employer comme serveur sur divers navires de croisière de la Deutsche Ost-Afrika Linie jusqu'en 1925. En 1929, il se rend à Berlin pour tenter de récupérer la solde militaire restée impayée, pour lui-même et son père, mais ses demandes sont rejetées par l'Office des Affaires étrangères, pour prescription. Il décide de rester à Berlin et travaille de nouveau comme serveur, dont au Haus Vaterland (en) sur Potsdamer Platz. Il donne également des cours de swahili, sa langue maternelle, à des fonctionnaires allemands. Il est aussi un temps l'assistant de l'africaniste Diedrich Westermann, pour des travaux mal rémunérés.
Le 27 janvier 1933, il épouse une Allemande des Sudètes, Maria Schwandner, trois jours avant l'arrivée au pouvoir d'Hitler. Le couple a eu un fils, Ahmed Adam Mohamed Husen (1933-1938) et une fille, Annemarie (1936-1939). Husen avait déjà un autre fils, Heinz Bodo Husen (1933-1945), d'une précédente relation avec une femme allemande nommée Lotta Holzkamp ; cet enfant est adopté par Schwandner et élevé avec ses demi-frères et sœurs.
En 1934, Husen postule sans succès pour la Frontkämpfer-Abzeichen, la croix d'honneur des vétérans allemands de la Première Guerre mondiale. D'une manière générale, les autorités allemandes refusaient d'accorder cette décoration aux Noirs, et Paul von Lettow-Vorbeck semble avoir explicitement rejeté la demande de Husen dans une lettre adressée au ministère des Affaires étrangères. Qu'il ait obtenu ou perdu la nationalité allemande n'est pas clair. Il était courant dans l'Allemagne de Weimar de fournir aux migrants venus des anciennes colonies allemandes un passeport portant la mention Deutscher Schutzbefohlener (« protégé allemand »), titre qui ne leur donnait cependant pas la pleine citoyenneté. Selon le témoignage de Hans Massaquoi, la discrimination, durant les premières années du nazisme, à l'égard des Afro-Allemands, était moindre que celle subit par les Juifs allemands.
En 1934, il rejoint le mouvement néocolonialiste allemand (Deutscher Kolonialismus in der Zeit des Nationalsozialismus), organisé par le Kolonialpolitische Amt (KPA), sous la tutelle du NSDAP, et dont le but principal est de militer en faveur de la restitution des anciennes colonies allemandes confisquées au nom du traité de Versailles en 1919, décision entérinée en 1922. Revêtant l'uniforme d'askari, Husen participe aux réunions et aux défilés, arborant la croix d'honneur. Il est également employé comme figurant dans la tournée du Deutsche Afrika-Schau (de), un zoo humain utilisé par la propagande nazie, qui transita dans de nombreuses villes allemande (dont Dresde en 1939), et qui cherchait à prouver au monde que les Allemands sont capables d'administrer des colonies. La plupart des Afro-allemands embauchés dans cette tournée servaient de figurants dans ce qu'il convient d'appeler une mascarade,,.
Durant cette même période, il est embauché comme acteur de second rôle dans diverses productions cinématographiques allemandes qui ont pour cadre l'Afrique. Il fait ses débuts dans Die Reiter von Deutsch-Ostafrika de Herbert Selpin (1934) ; il tourne dans plus de vingt films, qui servirent à la propagande mise en place par le KPA. Son rôle le plus important fut celui du personnage de Ramasan dans Carl Peters (1941), un film anti-britannique.
En septembre 1939, au déclenchement de la Seconde Guerre mondiale, Husen cherche à rejoindre les troupes de la Wehrmacht, mais sa demande est rejetée. Durant deux ans, il tourne dans une dizaine de films de propagande. Il cesse de travailler pour l'université en avril 1941, se plaignant d'avoir été maltraité par le professeur Martin Heepe (de), un  africaniste et linguiste. Durant l'un de ses derniers tournages, pour Veit Harlan, il a prétendument une liaison avec une Allemande, et il est dénoncé aux autorités. Durant l'été 1941, il est arrêté par la Gestapo au nom de la Rassenschande, puis emprisonné, sans jugement, au camp de Sachsenhausen, où il meurt le 24 novembre 1944.
Devant son ancienne adresse berlinoise, au 193 Brunnenstraße, a été posée une Stolpersteine. Sa vie a fait l'objet d'une biographie en 2007 et d'un film documentaire en 2014.

## Filmographie partielle
- 1934 : Die Reiter von Deutsch-Ostafrika, Mustapha
- 1937 : Paramatta, bagne de femmes, le serviteur du gouverneur
- 1937 : Schüsse in Kabine 7
- 1938 : Der unmögliche Herr Pitt, un groom
- 1938 : Verklungene Melodie, un vendeur de journaux à New York
- 1938 : Fünf Millionen suchen einen Erben, un chamelier
- 1938 : Sergeant Berry, non crédité
- 1938 : Eine Frau kommt in die Tropen, un serviteur
- 1939 : Männer müssen so sein, un client du restaurant
- 1939 : Une cause sensationnelle, garçon à l'arrivée du navire
- 1939 : Kongo Express, un fermier
- 1940 : Stern von Rio, figurant
- 1941 : Pedro soll hängen, ordonnance
- 1941 : Carl Peters, Kamasan
- 1943 : Der unendliche Weg, serviteur noir au congrès des industriels américains

## Pour approfondir

### Documents
- (de) Marianne Bechhaus-Gerst, Treu bis in den Tod: von Deutsch-Ostafrika nach Sachsenhausen. Eine Lebensgeschichte, biographie, Berlin, Links, 2007  (ISBN 9783861534518).
- [vidéo] (de) Majubs Reise, documentaire d'Eva Knopf, 49 min, Filmakademie Baden-Württemberg, 2013.